# 국군양주병원
국군양주병원(國軍揚州病院)은 대한민국 국방부 국군의무사령부 소속의 국군병원으로 경기도 양주시에 위치하고 있으며, 병원장은 대령으로 보한다.

## 연혁
- 1954년 5월: 국군덕정병원이 창설
- 2004년 5월: 국군창동병원과 통폐합, 국군덕정병원에서 국군양주병원으로 명칭이 변경

## 진료 과목
- 내과
- 신경과
- 정신건강의학과
- 외과
  - 정형외과
  - 신경외과
  - 흉부외과
  - 성형외과
- 마취통증의학과
- 산부인과
- 안과
- 이비인후과
- 피부과
- 비뇨기과
- 영상의학과
- 진단검사의학과
- 응급의학과
- 치과
  - 구강악안면외과
  - 치과보철과
  - 치주과
  - 치과보존과
  - 구강내과

## 논란
연천 후임병 폭행사망 사건 당시에 사건을 은폐하려 했다는 의혹을 샀다. 당시 병원장은 피해자의 응급처치에 관여하였으며, 이후 이 사건을 '마녀사냥'에 비유해 보직해임되었다.